# Bessemer (Alabama)
Bessemer es una ciudad situada en el condado de Jefferson, Alabama, Estados Unidos. Tiene una población estimada, a mediados de 2023, de 25 037 habitantes.
Es parte del área metropolitana de Birmingham. 
Según el sitio web NeighbourhoodScouts, en 2025 es la ciudad más peligrosa de los Estados Unidos.

## Geografía
La localidad está situada en las coordenadas 33°22′15″N 86°58′17″O / 33.37083, -86.97139 (33.370858, -86.971522).  Según la Oficina del Censo, tiene una superficie total de 105.80 km², de los cuales 105.25 km² corresponden a tierra firme y 0.55 km² están cubiertos de agua.

## Demografía

### Censo de 2020
Según el censo de 2020, en ese momento la ciudad tenía una población de 26 019 habitantes.
| Raza                   | Núm.   | Porc.  |
| ---------------------- | ------ | ------ |
| Afroamericanos         | 18 185 | 69.89% |
| Blancos                | 5139   | 19.75% |
| Amerindios             | 96     | 0.37%  |
| Asiáticos              | 69     | 0.27%  |
| Isleños del Pacífico   | 10     | 0.04%  |
| De otras razas         | 1355   | 5.21%  |
| De una mezcla de razas | 1165   | 4.48%  |

Del total de la población, el 8.86% eran hispanos o latinos de cualquier raza.

### Estimación 2019-2023
Según la estimación 2019-2023 de la Oficina del Censo, los ingresos medios de los hogares de la localidad son de $37,844 y los ingresos medios de las familias son de $52,500.  Los ingresos per cápita en los últimos doce meses, medidos en dólares de 2023, son de $24,074.